# Henry Lee Lucas
 (décembre 2018).
Si vous disposez d'ouvrages ou d'articles de référence ou si vous connaissez des sites web de qualité traitant du thème abordé ici, merci de compléter l'article en donnant les références utiles à sa vérifiabilité et en les liant à la section « Notes et références ».
Henry Lee Lucas, né le 23 août 1936 et mort le 12 mars 2001, est un tueur en série américain. Bien qu'il ait déclaré avoir tué plus de 300 personnes, « seuls » 11 meurtres lui ont officiellement été imputés.

## Biographie
Henry Lee Lucas est né le 23 août 1936 dans une famille très pauvre, vivant avec ses parents dans une cabane en bois, située en pleine forêt, sans électricité ni eau courante. Son père, un ancien cheminot, perd son travail en même temps que ses jambes dans un accident de train, puis devient alcoolique. Il meurt d'une pneumonie quand Henry a 13 ans, après avoir passé une nuit dehors en plein hiver, pour échapper aux colères de sa femme.
La mère d'Henry Lee Lucas est une prostituée alcoolique, qui exerce son activité sous les yeux de son fils. Très violente, elle bat son fils au quotidien. Un jour, elle le frappe à la tête à l'aide d'une lourde planche de bois, si fort que Henry reste inconscient pendant trois jours. Elle le force également à aller à l'école déguisé en petite fille, l'obligeant ainsi à porter des robes et à garder ses cheveux longs, ce qui lui vaut les moqueries de ses camarades de classe. Enfin, à l'âge de sept ans, Henry perd un œil en s'amusant avec un couteau. Quand Henry a dix ans, un ami de sa mère lui apprend à égorger des animaux, pour ensuite avoir des relations sexuelles avec eux. À partir de cet instant, Henry se met à associer systématiquement le sexe à la violence et à la mort.

### Premier meurtre présumé
En mars 1951, Laura Everlean Burnsley, une adolescente de 17 ans, disparaît d'un arrêt de bus à Lynchburg, en Virginie. Lucas, âgé de 14 ans au moment des faits, reconnaîtra trente-trois ans plus tard avoir abordé Bursley et lui avoir fait des avances, que la jeune fille a refusé. Résistant à une tentative de viol infructueuse, Lucas affirmera l'avoir tuée, avant d'enterrer son corps dans une zone boisée isolée près de Harrisburg, qui ne sera jamais retrouvé.

« Cela m'a beaucoup effrayé parce que la première fille que j'ai tuée était âgée de 17 ans. Je voulais essayer le sexe que je regardais. J'en suis venu à jouer trop brutalement avec elle. La pression de voir ma mère m'a frappé — et mes émotions ont plus ou moins pris le dessus, et je n'ai pas pu le supporter. »

— Henry Lee Lucas, le 15 février 1984.

### Délinquance
En 1952, Lucas passe un an en prison pour vol.
A peine libéré, il récidive en juin 1954 et est à nouveau placé en détention provisoire, où il fait plusieurs tentatives d'évasions, qu'il rate systématiquement. L'une d'elles, survenue en 1957, lui fait parvenir à s'échapper trois jours durant. Il s'installe alors chez l'une de ses sœurs, avant d'être rattrapé puis ré-incarcéré pour cette évasion.
Il n'est libéré que le 2 septembre 1959, après avoir effectué cinq ans d'emprisonnement.

### Premier meurtre connu et détention
Le 11 janvier 1960, Lucas assassine sa mère, Viola Lucas, en la poignardant à mort au cours d'une dispute. Opal Janning, la demi-sœur de Lucas, se rend au domicile de sa mère, qu'elle découvre inconsciente sur le sol de la chambre, dans une mare de son propre sang. Elle appelle une ambulance, mais celle-ci arrive trop tard. Le rapport de police officiel indique que la mère de Lucas est morte d'une crise cardiaque provoquée par l'agression. Il part en cavale avant que la police ne le capture, le 16 janvier 1960. Lucas est placé en détention provisoire pour meurtre au premier degré.

« Tout ce dont je me souviens, c'est de l'avoir giflée au niveau du cou, mais après avoir fait cela, je l'ai vue tomber et j'ai décidé de l'attraper. Mais elle est tombée sur le sol et lorsque je suis retourné la chercher, j'ai réalisé qu'elle était morte. J'ai alors remarqué que j'avais mon couteau à la main et qu'elle avait été coupée. »

— Henry Lee Lucas
Lucas affirme avoir tué sa mère en état de légitime défense. 

« J'ai des entailles à l'arrière de la tête. J'ai des marques noires et bleues sur le corps à force d'être battu tous les jours. Si je ne faisais pas quelque chose qu'elle voulait, j'étais battu »

— Henry Lee Lucas
Le 22 mars 1960, Lucas est condamné à une peine de 20 à 40 ans de prison, mais, étant jugé non apte, il purge sa peine dans un institut psychiatrique. Il tente de se suicider à plusieurs reprises en se tailladant les poignets et l'estomac avec un rasoir, mais échoue à ses tentatives de suicide.
Lucas est transféré, en 1962, à l'hôpital d'État d'Ionia, où il est soumis à des chocs électriques, une thérapie comportementale et de fortes doses d'antidépresseurs. Il passe quatre ans à l'hôpital d'État d'Ionia avant de retourner en prison en 1966, où un travailleur social le rencontre pendant son incarcération et le décrit comme « un individu très inadéquat avec des sentiments d'insécurité et d'infériorité ».
Détenu modèle, il est libéré le 3 juin 1970, mais est de nouveau arrêté en 1971, et placé en détention provisoire, pour avoir tenté d'enlever deux écolières sous la menace d'une arme dans le but de les violer, mais celles-ci étaient parvenues à s'enfuir, et avaient relevé le numéro d'immatriculation de sa voiture.

### Série de meurtres
Libéré sur parole le 24 août 1975, Lucas fait la connaissance un an plus tard de Ottis Toole, qui devient son amant et son complice. Il commencera avec lui une série présumée de meurtres à partir de 1978, en particulier sur des auto-stoppeurs ou des employés de stations-service. Selon leurs dires, Lucas étranglait, poignardait en particulier les femmes, tandis que Toole tuait plutôt les hommes à l'aide d'armes à feu. Ensemble, ils auraient commis plusieurs centaines de meurtres sur tout le territoire américain, et auraient même travaillé pour une secte sataniste, pour laquelle ils auraient enlevé de nombreux enfants, qu'ils auraient ensuite vendus à de riches pédophiles étrangers. L'existence de cette secte, cependant, n'a jamais pu être prouvée.
En 1982, Lucas et Toole kidnappent Becky Powell, la nièce de Toole, qui devient à la fois leur otage et leur complice. Peu après, Toole et Lucas se séparent, et Ottis rentre chez lui, à Jacksonville, tandis que Lucas continue sa sanglante épopée en compagnie de Becky, qui devient son amante. Le couple se stabilise un temps au Texas, où ils travaillent pour une octogénaire du nom de Kate Rich, qui les héberge en échange de leur aide dans les tâches ménagères.
Dans la soirée du 24 août 1982, Henry tue Becky, au cours d'une violente dispute où ils étaient tous les deux ivres. Il la conduit dans un champ à Denton, au Texas et la tue avant de démembrer son corps et de disperser les morceaux dans un champ voisin. Après qu'il eut caché le corps de sa victime, Lucas fait croire à une disparition volontaire de Becky.
Dans la soirée du 16 septembre 1982, il tue également Kate Rich, qui commençait à poser des questions sur la disparition de la jeune femme. La disparition des deux femmes est signalée, et Henry Lee Lucas est arrêté. Après interrogation, il est néanmoins relâché, faute de preuves concrètes.

## Arrestation et aveux
Lucas fut à nouveau arrêté le 11 juin 1983, cette fois pour port illégal d'une arme à feu. Au cours de son arrestation, il avouera spontanément au shérif les meurtres de Becky Powell et de Kate Rich, avant de conduire les enquêteurs sur les lieux où il avait caché les deux corps. Alors que la police pensait en avoir fini avec lui, Henry Lee Lucas avoue une centaine de meurtres supplémentaires...
Au fil des interrogatoires, Lucas continuera d'avouer de plus en plus de meurtres, affirmant avoir tué cent, deux cents, trois-cent-soixante, puis, finalement, six cents personnes. Ottis Toole, qui se trouvait lui aussi en prison à l'époque, confirma les déclarations de son ancien amant, et reconnut pour sa part avoir assassiné une centaine d'individus, toujours en compagnie de Lucas. Henry Lee Lucas avoua de très nombreux crimes irrésolus, dont certains remontaient à plus de vingt ans, en donnant à chaque fois de nombreux détails qui n'avaient pas été révélés à la presse. Il conduisit également les autorités sur plus d'une centaine de scènes de crime.
Une cellule spéciale, composée d'agents du FBI et de policiers venus des quatre coins du pays, fut formée spécialement dans le but de retracer l'itinéraire criminel d'Henry Lee Lucas. Des officiers de police venus de tout le pays venaient interroger le criminel, et lui parlaient de meurtres irrésolus sur lesquels ils travaillaient. À chaque fois qu'on présentait à Lucas un dossier, le tueur avouait systématiquement être l'auteur de ce crime.
L'affaire devint immédiatement extrêmement médiatisée. Les journaux affirmaient que la police venait d'arrêter le tueur en série le plus prolifique de l'histoire du crime international. En tout, les aveux de Lucas permirent de boucler plus de 213 dossiers concernant des affaires de meurtre.
Cependant, les confessions d'Henry Lee Lucas se heurtèrent également à un certain scepticisme. Beaucoup de représentants de la loi et de journalistes ne crurent pas qu'un seul homme ait pu commettre autant de crimes. Des familles de victimes relevèrent des incohérences dans les déclarations de Lucas qui, souvent, ne collaient pas à la réalité des faits. Plusieurs fois, il fut prouvé que Lucas ne pouvait pas se trouver sur les lieux d'un crime qu'il déclarait pourtant avoir commis : certains de ses proches (anciennes petites amies, anciens collègues, anciens amis, membres de sa famille...) affirmaient que Lucas se trouvait en leur compagnie, ce jour-là, à des centaines de kilomètres des lieux du crime. Des documents (contraventions, chèques encaissés...) prouvaient que Lucas ne se trouvait pas à l’endroit où les meurtres avaient été commis. Un groupe d'enquêteurs, qui était parvenus à retracer l'itinéraire de Henry Lee Lucas de 1975 à 1983, avait expliqué que, pour commettre huit meurtres lui étant imputés, Lucas aurait dû parcourir plus de 11.000 milles en voiture en seulement quatre jours.
Il devint de plus en plus évident que Henry Lee Lucas était un affabulateur qui avouait des crimes qu'il n'avait pas commis. Il faisait cela pour « faire plaisir » aux enquêteurs qui venaient l'interroger mais, surtout, pour attirer l'attention sur lui. Lucas jouissait de la célébrité que ses aveux lui offraient. De plus, en échange de « l'aide » qu'il apportait aux enquêteurs, Lucas bénéficiait de nombreux privilèges en prison : nourriture et cigarettes à volonté, et il n'était presque jamais menotté. Quant aux enquêteurs, avoir un bouc émissaire volontaire était une occasion inespérée de boucler chaque enquête qu'ils n'étaient pas encore parvenus à classer. Beaucoup de policiers savaient pertinemment que Lucas leur mentait, mais le laissaient faire, car cela les arrangeait. Plusieurs d'entre eux ont même montré à Lucas des dossiers classés secrets, et lui ont divulgué des informations non révélées au public, afin de donner plus de crédibilité à ses aveux.

## Condamnation et emprisonnement
Lors de son procès, Henry Lee Lucas fut officiellement jugé pour 199 meurtres.
Face aux juges, il revint soudainement sur chacune de ses confessions, en déclarant devant la Cour qu'il n'avait jamais tué personne, à l'exception de sa propre mère, et que ses aveux lui avaient été arrachés de force par les autorités.
Il fut néanmoins reconnu coupable de 11 meurtres, dont ceux de Becky Powell et de Kate Rich, en avril 1984. Il écopa de dix peines de réclusion criminelle à perpétuité, et d'une condamnation à mort, pour le meurtre d'une jeune femme non identifiée commis en 1979 au Texas. Cette jeune femme, qu'on identifia bien des années plus tard, se nommait Debra Johnson. Il fut prouvé par la suite que Lucas n'avait pas commis ce crime. Il avait avoué uniquement pour se "suicider de manière légale", comme il l'expliqua plus tard. Cette condamnation à mort sera commuée en prison à vie en juin 1998 par le gouverneur du Texas, George W. Bush.
Incarcéré, Henry Lee Lucas continuera de clamer son innocence, jusqu'à la fin de sa vie.

## Mort
Henry Lee Lucas est mort dans la nuit du 12 mars 2001 à Huntsville au Texas, dans sa cellule, d'une crise cardiaque.
Le nombre exact de ses victimes demeure inconnu. Cependant, il a été établi qu'Henry Lee Lucas n'était pas l'auteur d'une très grande partie des meurtres qui lui ont été attribués. Des tests ADN, réalisés après sa mort, sur les corps de plusieurs victimes ont prouvé qu'il n'était pas impliqué. Il revendique 360 victimes. Seuls trois meurtres peuvent être attribués de façon certaine à Henry Lee Lucas : celui de sa mère, Viola Dixon Lucas, commis en 1960, et ceux de Becky Powell et de Kate Rich, commis en 1982.

### Filmographie
- Henry, portrait d'un serial killer, réalisé par John McNaughton en 1986. Henry est joué par Michael Rooker.
- Henry, Portrait d'un Serial Killer 2 (en), réalisé par Chuck Parello en 1998. Henry est joué par Neil Giuntoli.
- Chucky, poupée fictive d'une série de films d'horreur commençant par Jeu d'enfant, est possédée par le tueur en série Charles Lee Ray, lequel doit son nom à trois célèbres criminels américains : Charles Manson, Henry Lee Lucas et James Earl Ray.
- Henry Lee Lucas: Serial Killer...Serial Liar, réalisé par Michael Feifer en 2009. Henry est joué par Antonio Sabàto, Jr.

### Documentaires
- 1995 : Henry Lucas, portrait d'un tueur en série, dans la série Affaires criminelles, Enquêtes sur les grands crimes de notre temps de Christophe Lagrange, ALP/Marshall Cavendish  (ISBN 2-7365-0033-4)

- 2019 : Parole de tueur, docu-série en 5 épisodes diffusée sur la plateforme Netflix(en) « The Confession Killer », sur Netflix Official Site (consulté le 21 décembre 2019).